# العطار والسبع بنات
العطار والسبع بنات مسلسل تلفزيوني مصري من إخراج محمد النقلي وبطولة نور الشريف وسمية الألفي وماجدة زكي وهالة فاخر وهدى هاني وعماد رشاد وأحمد الدمرداش. وهو من إنتاج مدينة الإنتاج الإعلامي عام 2002 وعرض لأول مرة في شهر رمضان المبارك عام 1423 هـ وكان يذاع على القناة الثانية المصرية الساعة 8 مساء وعلى قناة mbc.

## القصة
تدور أحداث المسلسل حول عطار أشفقت عليه زوجته من عدم الإنجاب فسمحت له بالزواج من خادمة بسيطة وما ان حملت الخادمة حتى حملت الزوجة الأولى في شئ أقرب من المعجزة رغم تقدم عمرها وما أن تنجب الزوجة الثانية ابنها "عبد الرحمن" حتى تشتعل الغيرة في قلب الزوجة الأولى وتأمر زوجها بأن يبعد زوجته الثانية إلى مكان نائي بعيد وينفذ الزوج ما طلبته منه زوجته الأولى ومع السنوات يظهر إبن الخادمة تفوقا ونبوغا يثير الزوجة الأولى لفشل ابنها وتجبر زوجها على أن يترك ابن الخادمة التعليم ويعمل بوظيفة بسيطة في محل عطارة والده. تمر الأيام ويتنازع الشقيقان حول الفوز بفتاة وبالطبع يفوز بها إبن الزوجة الأولى ويتزوج "عبد الرحمن" من سيدة لها أربع بنات من زوجها الأول ثم ينجب منها ثلاث بنات. بعد سنوات يتم الطلاق بين أخيه وزوجته وبعد وفاة زوجة "عبد الرحمن" يتزوج عبد الرحمن من طليقة أخيه الذي يتآمر ليحدث الطلاق ويعيد الزوجة إلى عصمته وتحدث قصة حب بين ابن "سيف" وبنت "عبد الرحمن" فيحاول "سيف" أن يجعل كل أولاده أن يقوموا بالتقدم لبنات "عبد الرحمن" فحين يذهب إليه وابن "سيف" يعرف "عبد الرحمن" ان الولد مدمن وتنتهي قصة المسلسل على أن أولاد "سيف" كل منهم يقع في مشاكل و"عبد الرحمن" وأولاده يعيشوا حياة سعيدة.

## الممثلون
| الاسم الحقيقي        | الدور                   |
| -------------------- | ----------------------- |
| نور الشريف           | الحاج صالح العطار       |
| نور الشريف أحمد مشعل | عبد الرحمن صالح العطار  |
| سمية الألفي          | الحاجة سيدة             |
| ماجدة زكي            | الحاجة هنية             |
| عماد رشاد            | سيف صالح العطار         |
| هالة فاخر            | عائشة صالح العطار       |
| سوسن بدر             | بهية                    |
| فريدة سيف النصر      | نرجس                    |
| سعيد طرابيك          | سيد الجحش               |
| لقاء سويدان          | إنعام                   |
| لقاء الخميسي         | فاطمة بنت الزوجة        |
| نور السمري           | سماح عبد الرحمن العطار  |
| هايدي القرشي         | منى عبد الرحمن العطار   |
| هدى هاني             | هنية عبد الرحمن العطار  |
| نور إحسان            | جميلة عبد الرحمن العطار |
| خالد سرحان           | مدحت سيف العطار         |
| أحمد فاروق عطية      | ماهر سيف العطار         |
| أحمد الدمرداش        | ماجد سيف العطار         |
| هادي خفاجة           | ممدوح سيف العطار        |
| مجدي كامل            | حمدي                    |
| عبدالرحيم حسن        | كمال                    |
| محمد كريم            | عمرو                    |
| عماد الراهب          | عماد أبو شادوف          |
| عائشة الكيلاني       | أم السعد                |
| غادة إبراهيم         | ريري                    |
| جيهان قمري           | صديقة مدحت              |
| جميلة عزيز           | كريمة                   |
| نادية العراقية       | جارة هنية               |
| فاروق فلوكس          | رؤوف بيه                |
| أنور عبد العزيز      | عبدالكريم               |
| عثمان محمد علي       | الأسطى شاهين            |
| رضا إدريس            | مصلحي                   |
| سيد صادق             | الحاج مرسي              |
| يوسف إسماعيل         | الحاج عبد المجيد        |
| ميمي جمال            | فتحية                   |
| محمد خيري            | جمال عبد العال          |
| رانيا فريد شوقي      | فيفي/ الشيخة فتنة       |
| فهمي شتيوي           | الدكتور فكري            |
| بثينة رشوان          | ثريا                    |
| سلوى محمد عثمان      | جارة هنية               |
| رحاب احمد            | دولت                    |
| ياسمين النجار        | زهرة بنت الزوجة         |
| امل رزق              | نجوى بنت الزوجة         |

## رأي النقاد
المسلسل يتميز بالإتقان في التمثيل والروعة في الأداء لدرجة تجعل المشاهد وكأنه يشاهد نفسه مما أوجد حالة من الانسجام والتوحد خاصة أن جميع المشاكل الاجتماعية التي تناولها المسلسل هي عينة من المشاكل التي يعاني منها المواطن المصري البسيط مثل قطع الارحام وأكل مال الناس بالباطل وظلم المرأة والتعدى على حقوق الناس والتصنت والغيبة والنميمة والسحر والشعوذة وكثرة الزواج والتطليق ومشاكل الإرث. كما اهتم المسلسل باظهار أهمية أن يكون الإنسان مستقيما في حياته وأن يكون أمينا مع نفسه ومع الناس وبذلك يحظى بحب الناس وتقديرهم له. وعرض المسلسل أيضا صورة نادرا ما نراها في الحقيقة وهى أن يكون الاب محافظا على بيته ومراعيا لشعور زوجته ووعده لها. وحتى لا يمل المشاهد تخلل المؤلف هذه الاحداث الكثيرة بقصة حب رومانسية طاهرة يتمنى ان يعيشها كل إنسان وأجل نهاية هذه القصة إلى أخر الحلقات حتى يضمن متابعة المشاهد للمسلسل وهذا في حد ذاته عبقرية أخرى غير عبقرية الممثلين ونجاحهم في أداء أدوارهم. في النهاية أريد أن اقول أن المسلسل نجح في تنمية أخلاق جيدة أوشكت أن تندثر وهى الاعتراف بالجميل والصبر على الشدائد والتمسك بالامل حتى اللحظة الأخيرة والحرص على صلة الارحام مهما قوبل ذلك بالرفض من الطرف الآخر وكذلك الحرص على ذكر الله في كل وقت وحين والحرص على أداء صلاة الفجر والمحافظة على الاسرة وعلى مال اليتيم وغير ذلك من الاخلاق الجميلة التي اهتم المسلسل بتوضيحها.